# Башюгнефтеразведка
«Башюгнефтеразведка» — трест, образованный на базе Ишимбайской конторы бурения, Исянгуловской КРБ, Стерлитамакской ГПК 1 октября 1965 года согласно распоряжению СВСНХ от 16/IX—1965 г. № 2493 — р и приказу Башнефти № 16Г от 21/IX—1965 г. В то же время действовал трест «Башзападнефтеразведка», г. Белебей
«Башвостокнефтеразведка», г. Бирск. Реорганизован трест в Ишимбайское УБР.
Работы по разведке недр проводились на юге Башкирии в Зианчуринском, Зилаирском, Кугарчинском, Федоровском, Стерлибашевском и Ишимбайском районах, а также прилегающих Оренбургской и Челябинской областях
Среди руководителей: Адршин, Амир Хазиахметович в 1953—1965 гг. и 1968—1974 гг. — директор Стерлитамакской геолого-поисковой конторы трестов «Башвостокнефтеразведка», «Башюгнефтеразведка»; Николай Матвеевич Шлюхин — с 1968 зам. управляющего трестом; Перлов Игорь Николаевич в 1965—1970 гг. — управляющий трестом, Харлампий Павлович Сыров , Минигаффан Хайруллович Мунасыпов в 1966—1972 гг. — начальник Башюгнефтеразведки
Среди ИТР: в 1960—1969 гг. — старший геолог ЦНИПРа НГДУ «Ишимбайнефть» и треста «Башюгнефтеразведка», Тагиров Идельбай Абдуллович, в 1957—1987 гг. — главный геолог треста.